# Can Dündar
Can Dündar (Ankara, 16 giugno 1961) è un giornalista e editorialista turco.
Redattore capo del giornale Cumhuriyet fino ad agosto 2016, è stato arrestato a novembre 2015 dopo che il suo giornale ha pubblicato filmati che mostravano l'Intelligence di Stato turca inviare armi ai combattenti islamici siriani.
Una delle figure "più conosciute" nei media turchi, Dündar ha scritto per diversi giornali, ha prodotto molti programmi televisivi per il canale TRT di proprietà statale e vari canali privati tra cui CNN Türk e NTV e ha pubblicato più di 20 libri. Dündar ha vinto il International Press Freedom Award del Committee to Protect Journalists. Nel 2016, insieme a Erdem Gül, ha ricevuto il Premio per la libertà e il futuro dei media, dalla Leipzig Media Foundation, capofila del Centro europeo di stampa e libertà dei media. Da giugno 2016, vive in esilio in Germania, con un mandato di cattura che pende contro di lui in Turchia.
Nel dicembre 2020 un tribunale turco ha emesso nei suoi confronti una condanna a 27 anni di carcere accusandolo di aiuto a un gruppo terroristico e di spionaggio.

## Premi e riconoscimenti
- 2016 Premi internazionali per la libertà di stampa di CPJ[10]
- 2016 Premio Oxfam Novib/PEN[11]
- 2017 Miglior giornalista europeo dell'anno, Prix Europa[12][13]